# Friedrich Haag (Komponist)
Friedrich Haag (* 10. September 1880 in Biburg, Bezirksamt Kelheim; † 21. Februar 1959 in Gauting, Landkreis Starnberg) war ein deutscher Komponist.

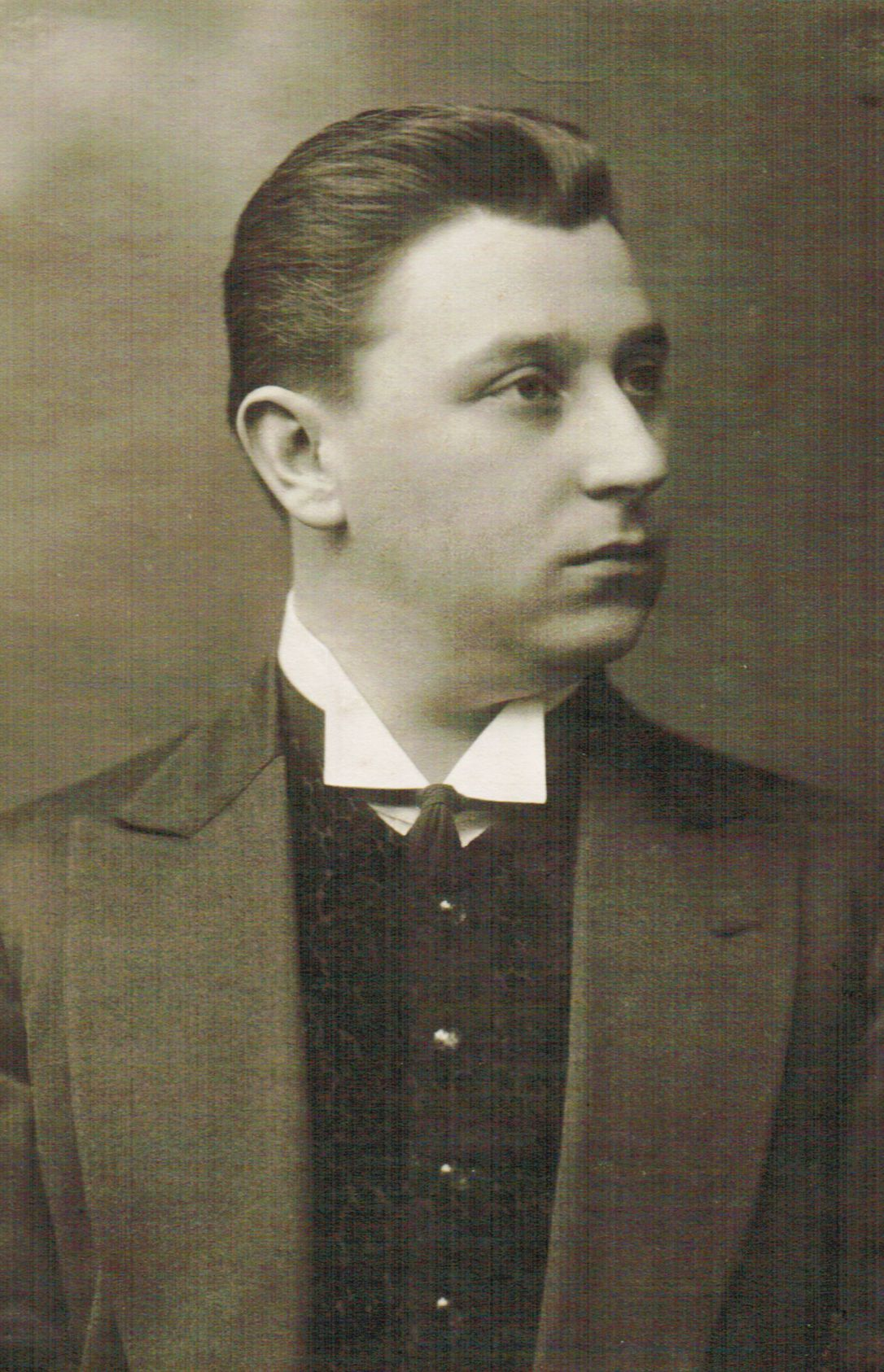
Der Komponist in jungen Jahren

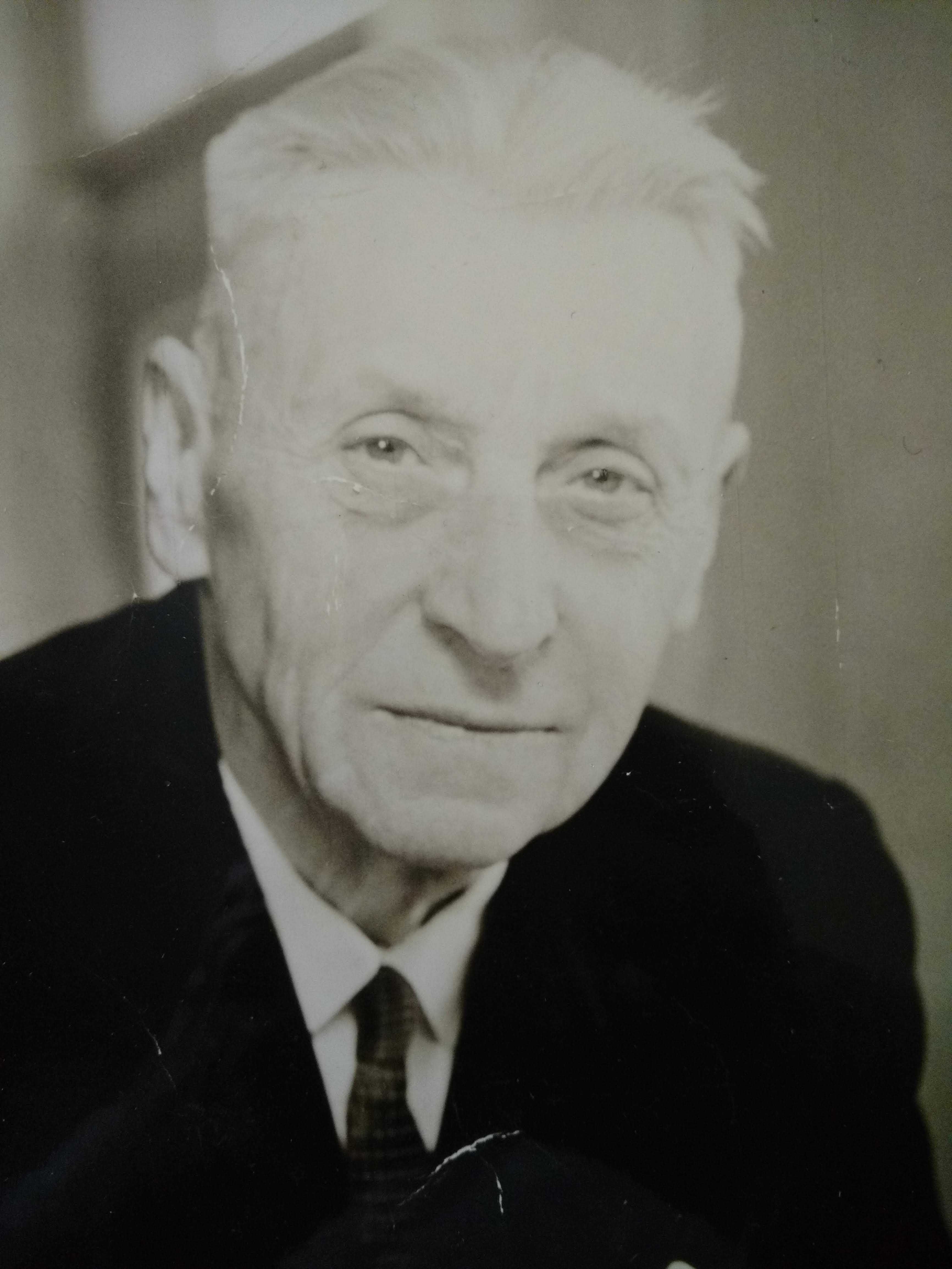
Der Komponist Friedrich Haag

## Biographie
Friedrich Haag wurde in der Klosterbrauerei Biburg geboren. Dem Wunsch seiner Eltern, Braumeister zu werden, widersetzte er sich und begann, Musik zu studieren. Unter anderem studierte er Gesang in Berlin bei George Armin (Musikpädagoge, 1871–1963), dem Erfinder des Stauprinzips. Dieses Prinzip entwickelte er weiter und half durch seine Gesangstherapie Asthmatikern. Mit gerade mal 18 Jahren wurde er zweiter Kapellmeister am Stadttheater Passau. Sein weiterer Weg führte ihn nach München, wo er als Lehrer für Kunstgesang und Klavier sowie als Komponist bekannt wurde.
In Gauting lernte er auch seine erste Frau, Marianne Ramberg, kennen, die bei ihm Gesangsunterricht hatte. Diese Ehe blieb kinderlos. In den nächsten Jahren widmete er sich ganz der Harmonika und gründete in Gauting den „Handharmonika Club“ sowie eine Musikschule in den Räumen der Villa Peregrina (erbaut 1906 für den schwedischen Konsul Tüngler), die er 1910 erwarb. Seine zweite Ehefrau Erna lernte er beim Akkordeon Unterricht kennen. Sie heirateten am 22. Mai 1925 in Gauting.
Aus dieser Ehe stammen die Kinder Marianne (* 1926), Harfenistin bei den Münchner Philharmonikern und Wolfgang (* 1928), Flötist an der bayerischen Staatsoper München. Im Saal der Villa Peregrina fanden über 60 Hauskonzerte und Serenaden statt. Es konzertierten namhafte Künstler wie die Pianistin Li Stadelmann und das „Eugen-Forster Quartett“. Friedrich Haag komponierte überwiegend Werke für Akkordeon (Orchester) / Harmonika und Gesang. Diese wurden hauptsächlich bei Hohner verlegt. Diese Zeit entwickelte sich zur Hochzeit der Akkordeon-Orchester, selbst Hohner gründete ein eigenes Akkordeon-Orchester.
Friedrich Haag gründete später einen Verlag namens „Gleichton-Verlag“ (zur Begriffserklärung: beim Akkordeon gibt es einen Ton, der beim Zusammendrücken und Auseinanderziehen des Balges der gleiche Ton bleibt (=Gleichton), im Gegensatz zur Handharmonika oder dem Bandoneon, wo jeweils ein unterschiedlicher Ton erklingt), damit er seine eigenen Werke verlegen konnte.
Dieser Verlag existierte noch bis in die 1960er Jahre.

## Werke (Auswahl)
Akkordeonorchester:
- „Spanische Romanze“ für Akkordeon-Orchester
- „Lilofee“ für Akkordeon-Orchester
- „Rhapsodischer Walzer Nr. 1“ für Akkordeon-Orchester
- „Mondscheinständchen“ für Akkordeon-Orchester
- „Deutscher Tanz in F-Dur“ für Akkordeon-Orchester
- „Spielmanns Letzter Tanz“ für Akkordeon-Orchester
- „Kleine Weihnachtsmusik“ für Akkordeon-Orchester
- „Abendmusik Unter Baeumen“ für Akkordeon-Orchester
- „Die Elfe“ für Akkordeon-Orchester
- „Abendweise / Komm Heim“ für Akkordeon-Orchester
- „Kastilianische Rhapsodie“ für Akkordeon-Orchester und Schlagzeug
- „Spitzweg Serenade“ für Akkordeon-Orchester

Akkordeon Sextett:
- Tanz-Impressionen

Akkordeon – Quintett
- Traumtanz
- Wanderlied des Meeres

Soloakkordeon:
- Konzert-Polonaise
- Impromptu in D-Dur
- Etudiette
- Ländlicher Tanz

Verschiedene Besetzungen:
- „Menuett“ von L. Boccherini, Bearbeitung F. Haag
- „Die Harfe“, Nocturno, für 2 Violinen, harfe und Akkordeon-Quartett
- „Annen-Polka“ von J. Strauß, bearb. von F. Haag
- „Kommet Ihr Hirten“ – Weihnachtliches Präludium für Akkordeon oder zwei Melodieinstrumente und Akkordeon
- „Damon und die Bekehrte“ – eine Liebesmelodie für Flöte und Akkordeonquintett.
- „Wie einer Glocke Klang“ – Fünf Miniatur-Gesänge nach Gedichten von Ernst Goll für eine Singstimme und Akkordeon-Quartett mit obligater Flöte, Harfe und Pauke[1]
- „Fünf deutsche Tänze“ von W.A. Mozart, bearb. von F.Haag
- „Der Kristalldeuter“ (Oper) – Libretto Erna Haag
- „Bagatelle“ für Klavier